# Balandrás
Balandrás fou la marca comercial dels petits automòbils que fabricà el català Lluís Balandrás a Barcelona el 1921. Es tractava d'una preparació millorada d'algun model d'autocicle de la casa David.